# Перлофф, Кэри
Кэри Перлофф (англ. Carey Elizabeth Perloff; род. 9 февраля 1959, Вашингтон) — американский театральный режиссёр и драматург. Дочь кардиолога Джозефа Перлоффа и литературоведа Марджори Перлофф.
Окончила Стэнфордский университет (1980), затем стажировалась в Великобритании, в том числе на Эдинбургском фестивале.
В 1986 году заняла пост художественного руководителя внебродвейского театра Classic Stage Company в Нью-Йорке. На сцене этого театра осуществила, в частности, мировую премьеру «Электры» Эзры Паунда и первую в США постановку пьесы Гарольда Пинтера «Горский язык». Под руководством Перлофф театр завоевал несколько премий Obie. Одновременно Перлофф преподавала в Нью-Йоркском университете.
В 1992 году Кэри возглавила как художественный руководитель Американский консерваторский театр (А. К. Т.) в Сан-Франциско. Её первой задачей стала масштабная реставрация исторического здания театра, повреждённого землетрясением 1989 года и непригодного к использованию; эта задача была успешно решена, и в 1996 году театр вернулся в своё постоянное помещение. Как режиссёр Перлофф осуществила на сцене руководимого ею театра множество постановок, включая мировую премьеру пьесы Пинтера «Празднование»; в собственной постановке Перлофф была представлена на сцене А. К. Т. и её пьеса «Родосский колосс». Кроме того, в 1993 г. Перлофф выступила режиссёром мировой премьеры оперы Стива Райха и Берил Корот «Пещера»; на сцене своего театра она также сотрудничает с авангардными музыкантами (в том числе с Кронос-квартетом) и видеохудожниками.